# Csikós Attila (író)
Csikós Attila (Szombathely, 1969. április 27. –) magyar író, publicista, dramaturg.

## Életútja
A Magyar Televízióban kezdett dolgozni, a Szomszédok, később a Família Kft. sorozatokban. 1994 és 1998 között az HBO Mennyi? 30! című stand up műsorának szerkesztője volt.
1994-ben létrehozta a fiatal művészek megismertetését és díjazását célul kitűző Souvenir-Díj Alapítványt, mely éveken át szakmai zsűrik által nevezett színészek, képzőművészek, filmesek, iparművészek sorát díjazta, illetve rendezvényein, kiállításain megmutatkozási lehetőséget biztosított.
2000-ig a Diáksziget Színházi sátor programjának társszervezője.
2013-ban a Civil Rádió kulturális tárca rovatát szerkesztette, írta.
Az Ártér folyóirat egyik alapítója (2006), a Szimpla Színház egyik alapító tagja.
Évekig írt a Vasárnapi Hírek, a Nők Lapja, a QG, a Playboy, a MAX Magazin, a 168 Óra, a PR Herald, a Taps Magazin, a Tudatos Vásárló Magazin, a Magyar Nemzet, a Magyar Hírlap napilapokba, magazinokba illetve periodikákba.
Íróként, publicistaként, dramaturgként számos folyóirat, napilap és színház külsős munkatársa volt. Versei, novellái, tárcái jelentek, jelennek meg a Törökfürdő, az Életünk, a Parnasszus, az Új Holnap, a Napút, az Élet és Irodalom, a Kapu, a Nagyítás, a Kalligram, a Hévíz, az Opus, az Új Forrás, a Nyugat Plusz, a Hitel, az Eső és a Magyar Napló folyóiratokban.
Fotózik, több kiállítása volt.

## Elismerései
- 2012 nyarán a Békéscsabai Drámafesztiválon Trió című darabja Zalán Tibor rendezésében közönségdíjat nyert
- 2018-ban megnyerte a Békéscsabai Jókai Színház és a Bárka folyóirat által meghirdetett drámapályázatot

## Munkái

### Könyvei
- Yellow cab (novellák, szerkesztő: Piller Gábor, Tipico Kiadó, 1996)
- Párizsi sarok. Ásatási jegyzőkönyv – Új Kozmosz könyvek (versek, prózák, szerkesztő: Balassa Anna, Móra Könyvkiadó, 1998)
- Szemenszedett hazugság. Tizenegy történet Párizsban, az őszről, szerelemről és egyéb lehetőségekről... Regény (kisregény, szerkesztő: Varga Mihály, Signus Kiadó, 2001)
- Jus de CamAmbert (prózák, versek, szerkesztő: Ficsku Pál, Pufi Pressz Kiadó, 2003)
- Ana Renaice igaz története. Egy jókislány esetei a huszadik századdal (fotóregény, typo: Kerényi János, Duna Kiadó, 2006)
- Nincs pardon. Felvillanások a hatvannyolcason. Kvantumregény (szerkesztő: Székely Magdolna, Fekete Sas Kiadó, 2009)
- Díszítők. Egyfelvonásosok (drámák, szerkesztő: Horváth Bence, Kortárs Kiadó, 2015)
- A napon sütkérező hal (regény, szerkesztő: Horváth Bence, Kortárs Kiadó, 2015)
- Vidámpark (Kortárs Kiadó, 2018)

### Színházi munkái
- Egerek és emberek – dramaturg (rendező: Szűcs Gábor, Madách Színház, 2001)
- Kakukkfészek – irodalmi munkatárs, dramaturg (rendező: Szűcs Gábor, Madách Színház, 2002)
- Kabaré – dramaturg (rendező: Szűcs Gábor, 2003)
- Sógornők – irodalmi munkatárs, dramaturg (Győri Nemzeti Színház, 2003)
- Többé-kevésbé – író, dramaturg (Budapesti Kamaraszínház, 2004)
- Illuminációk – író, dramaturg (rendező: Zubornyák Zoltán, Merz Ház, 2004)
- Pillantás a hídról – dramaturg (Győri Nemzeti Színház, 2005)
- Díszítők – író (felolvasószínház, Fészek Művészklub, 2005)
- 12 dühös asszony – író (átírt változat), dramaturg (Győri Nemzeti Színház, 2007)
- Békétlenek – író (rendező: Nagy Kati, Nagycenki Kastély 2007, Óbudai Társaskör 2009)
- Marica grófnő – irodalmi munkatárs, dramaturg (Győri Nemzeti Színház, 2007)
- Egy éj Velencében – magyar szöveg, dalok, dramaturg (Csokonai Nemzeti Színház, 2008)
- Popshow – szövegíró (Nyugati Teátrum, 2008)
- Stuart Mária – dramaturg (Vörösmarty Színház, 2008)
- Grease – magyar szöveg, dalok (Madách Színház, Stúdió, 2009)
- Gát – dramaturg (Vörösmarty Színház, 2009)
- Cartes Postales – író, dramaturg (rendező: Hargitai Iván, Vörösmarty Színház, 2009)
- Kabaré – dalszövegek, dramaturg (Vörösmarty Színház, 2009)
- A kommunizmus története elmebetegeknek – dramaturg (Vörösmarty Színház, 2010)
- Mindhalálig bisztró – író (felolvasás, Kecskeméti Katona József Színház, 2010)
- Shakespeare énekel – író (Vizin Viktória (Ars Nova Énekegyüttes) koncert, Kecskeméti Tavaszi Fesztivál, 2010)
- WaX – író (felolvasás, Sufni Színpad, 2011)
- Két összeillő ember – író (rendező: Telihay Péter, Vörösmarty Színház, 2012)[5]
- Trió – felolvasások (rendező: Zalán Tibor, Budapest Sötétkamra, Szarvasi Vízi Színház, Békéscsabai Jókai Színház, 2012)[6][7]
- WaX – (rendező: Romvári Gergely, Kaleidoszkóp Versfesztivál, Móricz Zsigmond Színház, 2012)
- Mindjárt itt az este – (rendező: Telihay Péter, km.: Andai Györgyi, Gubík Ági, Zalán Tibor, Menszátor Héresz Attila, Szimpla Színház, 2012)
- Kabaré – dalszövegek (Soproni Petőfi Színház, 2012)
- L’élek – versek (Posta Victor önálló estje, Madách Színház, 2013)
- Androgün levél – (Szimpla Színház, 2013)
- Díszítők – felolvasás (Kortárs Kiadó kötetbemutató, Bem Mozi, 2014)[8]
- Díszítők – (felolvasószínház, Kultea, 2015)
- Szent Márton – (zeneszerző: Berkes Gábor, dalszöveg: Valla Attila, rendező: Bagó Bertalan, Szombathely, 2016)[9]
- Díszítők – (rendező: Dolmány Attila, Zichy Szín-Műhely, B32 Galéria és Kultúrtér, 2017)[10][11]
- Trió – (rendező: Kőváry Katalin, Mozsár Műhely, 2017)
- Két összeillő ember – (Harag György Társulat, Szatmárnémeti)

### Rádiójátékai
- WaX – élő hangjáték (Tilos Rádió, Madártávlat és békaperspektíva, 2012. november 6.)
- Trió (rendező: Kőváry Katalin, Magyar Rádió, Rádiószínház, 2013)
- Androgün levél (Tilos Rádió, Madártávlat és békaperspektíva, 2013)

### Fotókiállításai
- Szín-Folt Galéria (Kaposvár)
- Móricz Zsigmond Színház (Nyíregyháza)
- Komédium Színház
- Vista Galéria
- Articsóka
- Fogasház
- Magyar Kereskedelmi és Vendéglátóipari Múzeum[12]